# Lucky Peterson
Pour les articles homonymes, voir Peterson.
Lucky Peterson, nom de scène de Judge Kenneth Peterson, né à Buffalo (État de New York) le 13 décembre 1964 et mort à Dallas (Texas) le 17 mai 2020, est un guitariste, organiste et chanteur américain de blues.

## Biographie

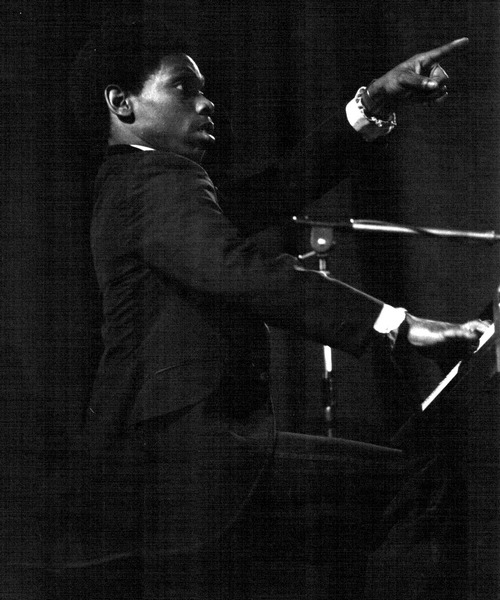
Lucky Peterson en France en 1982. Âgé alors de 17 ans, il joue des claviers.

Son père, James Peterson, chanteur et guitariste, tenait le Governor's Inn, un club de blues dans lequel Lucky Peterson eut rapidement l'occasion de côtoyer nombre de musiciens tels que Buddy Guy, Koko Taylor, Muddy Waters ou encore Junior Wells.
Il commence l'apprentissage de l'orgue en prenant des cours avec Bill Doggett et Jimmy Smith. Il n'a alors que 5 ans lorsque Willie Dixon le repère. Plus tard, il passe à la guitare qui deviendra son deuxième instrument de prédilection.
En 2009, il a une dizaine d'albums à son actif dont Double Dealin'  sorti en 2001. Sa production Organ Soul Sessions, intégralement interprétée à l'orgue Hammond, montre son regain d'intérêt pour cet instrument et pour les standards de jazz et blues.
Il multiplie aussi les collaborations comme son duo avec Bootsy Collins, ou sa collaboration à l'album de la chanteuse Ayọ, Gravity At Last.
Lucky Peterson joue sur plusieurs instruments, notamment des guitares de la marque Gibson, ainsi que sur un modèle signé du luthier Tom Marceau (MarceauGuitars) depuis 2008.
Lucky Peterson brille plus par son style, son toucher et sa présence sur scène que par ses compositions, dont peu de morceaux sont réellement connus du grand public.
En 2014, il sort l'album The Son Of A Blues Man, où il évoque ses racines, son enfance baignée de musique et sa carrière précoce. Il considère cet album comme « l'expression la plus authentique de ce qu'il est ». 
Le 25 juillet 2015, il ouvre la 36e édition du festival Jazz à Vannes, dont il est l'un des habitués. 
Après avoir enflammé les Victoires du jazz le 13 juillet 2016, il enregistre l'album Tribute To Jimmy Smith qui sort le 13 octobre 2017 sur Jazz Village. 
En 2019 il entame une tournée pour fêter ses 50 ans de musique. Il sort pour l'occasion l'album 50 Just Warming Up!. 
Il reçoit un Coup de cœur Jazz et Blues 2020 de l'Académie Charles-Cros pour  son rôle dans la popularisation du blues en France, de 1992 à sa récente disparition, à l’occasion de la sortie de 50 – Just Warming Up !, proclamé le 5 février 2021, dans l’émission Open Jazz d’Alex Dutilh sur France Musique.

### Vie privée
Lucky Peterson était marié à Tamara Peterson, chanteuse soul, avec qui il s'est produit sur scène et dans certains disques.

## Discographie
- Lucky Strikes! (Alligator) 1989
- Triple Play (Alligator) 1990
- I'm Ready (Gitanes - Jazz Productions) 1992
- Beyond cool (Verve / Gitanes - Jazz Productions) 1993
- Lifetime (Verve / Gitanes - Jazz Productions) 1995
- Lifetime Remix avec Bootsy Collins (Verve / Gitanes - Jazz Productions)
- Spirituals & Gospel Dedicaded To Mahalia Jackson, avec Mavis Staples (Verve / Gitanes - Jazz Productions) 1996
- Move (Verve / Gitanes - Jazz Productions) 1997
- Lucky Peterson (Blue Thumb / Gitanes-Jazz Productions) 1999
- Double Dealin'  (Blue Thumb / Gitanes-Jazz Productions) 2001
- Black Midnight Sun[7] (Dreyfus Jazz) 2003
- Organ Soul Sessions (Emarcy / Universal Jazz) 2009, triple album de reprises constitué de :
  - The Music Is The Magic
  - Mercy
  - Brother Where Are You ?
- Heart Of Pain (JSP Records) 2010
- You Can Always Turn Around[8] (Dreyfus Jazz) 2010
- Every Second A Fool Is Born (JSP Records) 2011
- The Son Of A Bluesman (Jazz Village) 2014
- Live In Marciac - July 28Th 2014 (Jazz Village) 2015 [double album live]
- Tribute To Jimmy Smith (Jazz Village) 2017
- 50 just warming up! (Jazz Village) 2019